# Tiliqua occipitalis
A Tiliqua occipitalis a hüllők (Reptilia) osztályának pikkelyes hüllők (Squamata) rendjébe, ezen belül a vakondgyíkfélék (Scincidae) családjába tartozó faj.

## Előfordulása
Ausztrália déli részén fordul elő.

## Megjelenése
Testhossza 45 centiméter. Ennek a tömzsi testű gyíknak nagy feje és apró lábai vannak.

## Életmódja
Nappal rovarok, csigák és bogyók után kutat. A tűző nap sugarai elől néha nyúlüregbe menekül.

## Szaporodása
Utódai a nőstény testében növekednek, és fejletten jönnek a világra.